# Саса
Са́са, малий бамбук, або карликовий бамбук (лат. Sasa) — рід рослин підродини бамбукові родини тонконогові. Поширений у Східній Азії. Назва походить з японської мови — саса (яп. 【笹】, ささ). Інші назви — саза (рос. саза).

## Види
- Саса дзеркальна Sasa kagamiana
- Саса курильська Sasa kurilensis
- Саса широколиста Sasa palmata
- Sasa senanensis
- Саса Цубої Sasa tsuboiana
- Саса Віча Sasa veitchii